# 松軒
松軒（しょうけん）は、愛知県名古屋市千種区および東区にある町名。現行行政地名は松軒一丁目及び松軒二丁目。住居表示実施済み。

## 地理
名古屋市千種区の北西部に位置し、東に北千種、西に東区大松町、南に豊年町と神田町、北に東区古出来と接する。
東区側は一丁目のみ存在し、ほとんどが道路・鉄道敷地となっている。

## 歴史

### 町名の由来
千種村（千種町）の字松軒による。松軒は、当地の屋敷で隠居生活を送った尾張藩の家老成瀬豊前守正景の別名「正軒（松軒）」に由来する。

### 沿革

#### 松軒町
- 1935年（昭和10年）6月1日 - 東区千種町の一部より、同区松軒町が成立[3]。
- 1937年（昭和12年）10月1日 - 行政区変更に伴い、一部が千種区所属となる[1]。
- 1980年（昭和55年）11月23日
  - 千種区松軒町の一部が同区松軒一〜二丁目・北千種一丁目・古出来一丁目（道路部分のみ）となり、一部を豊年町・神田町へ編入[1][4]。
  - 東区松軒町の一部が同区松軒一丁目となる[3]。
- 1981年（昭和56年）9月13日
  - 東区松軒町の全域が同区大松町・豊前町となり廃止[3]。
  - 千種区松軒町が鉄道敷地部分を除き同区大松町（道路部分のみ）となる[1]。

#### 松軒
- 1980年（昭和55年）11月23日
  - 千種区松軒町の一部より同区松軒一丁目が、弦月町・古出来町・松軒町・千種町の各一部より松軒二丁目が成立[1]。
  - 東区弦月町・松軒町・古出来町の各一部より、同区松軒一丁目が成立[3]。

## 世帯数と人口
2019年（平成31年）1月1日現在の世帯数と人口は以下の通りである。
| 丁目       | 世帯数  | 人口    |
| ---------- | ------- | ------- |
| 松軒一丁目 | 229世帯 | 456人   |
| 松軒二丁目 | 481世帯 | 890人   |
| 計         | 710世帯 | 1,346人 |

### 人口の変遷
国勢調査による人口の推移
| 1995年（平成7年）  | 1369人 | [ WEB 5 ] |  |
| 2000年（平成12年） | 1182人 | [ WEB 6 ] |  |
| 2005年（平成17年） | 1310人 | [ WEB 7 ] |  |
| 2010年（平成22年） | 1323人 | [ WEB 8 ] |  |
| 2015年（平成27年） | 1351人 | [ WEB 9 ] |  |

## 学区
市立小・中学校に通う場合、学校等は以下の通りとなる。また、公立高等学校に通う場合の学区は以下の通りとなる。
| 丁目       | 番・番地等 | 小学校               | 中学校               | 高等学校 |
| ---------- | ---------- | -------------------- | -------------------- | -------- |
| 松軒一丁目 | 全域       | 名古屋市立大和小学校 | 名古屋市立振甫中学校 | 尾張学区 |
| 松軒二丁目 | 全域       | 名古屋市立大和小学校 | 名古屋市立振甫中学校 | 尾張学区 |

## 交通
- 名古屋市道名古屋環状線

## 施設
- 名古屋市立大和小学校
- 国土交通省名古屋国道維持第一出張所
- 素盞男神社
- 大和公園

1956年（昭和31年）10月15日供用開始。
- 松軒公園

1982年（昭和57年）4月1日供用開始。

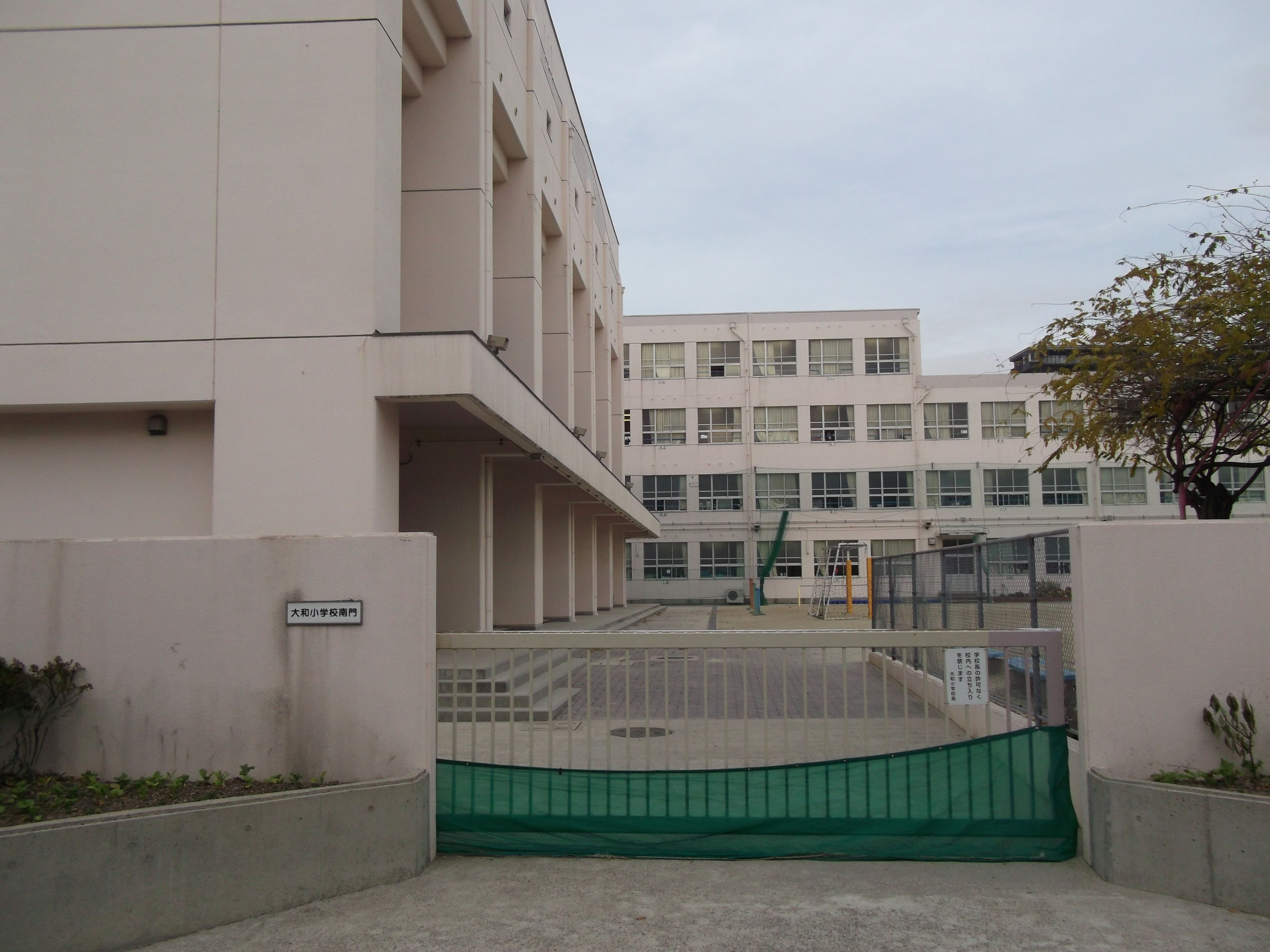
名古屋市立大和小学校（2013年12月）
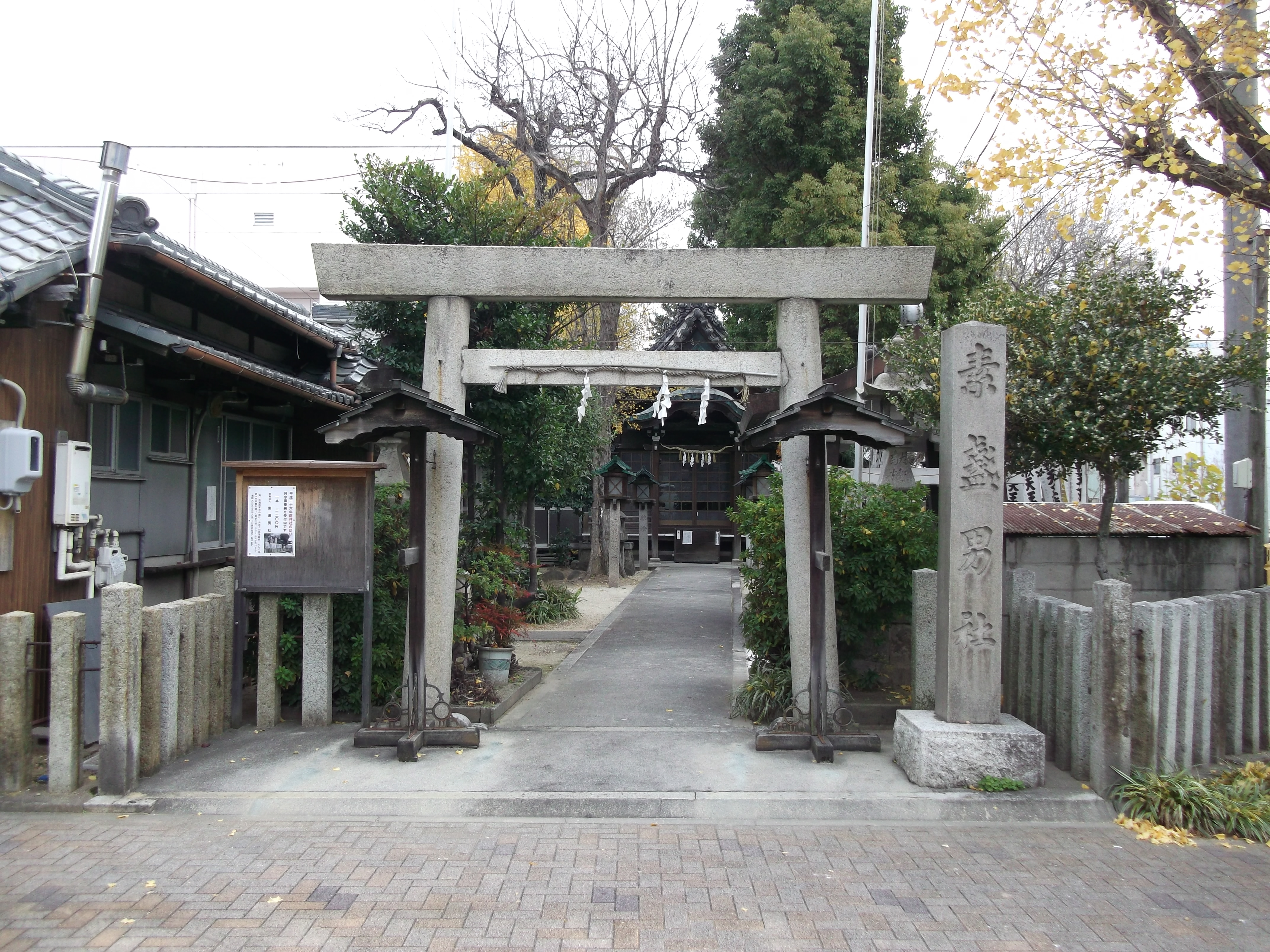
素盞男神社（2013年12月）
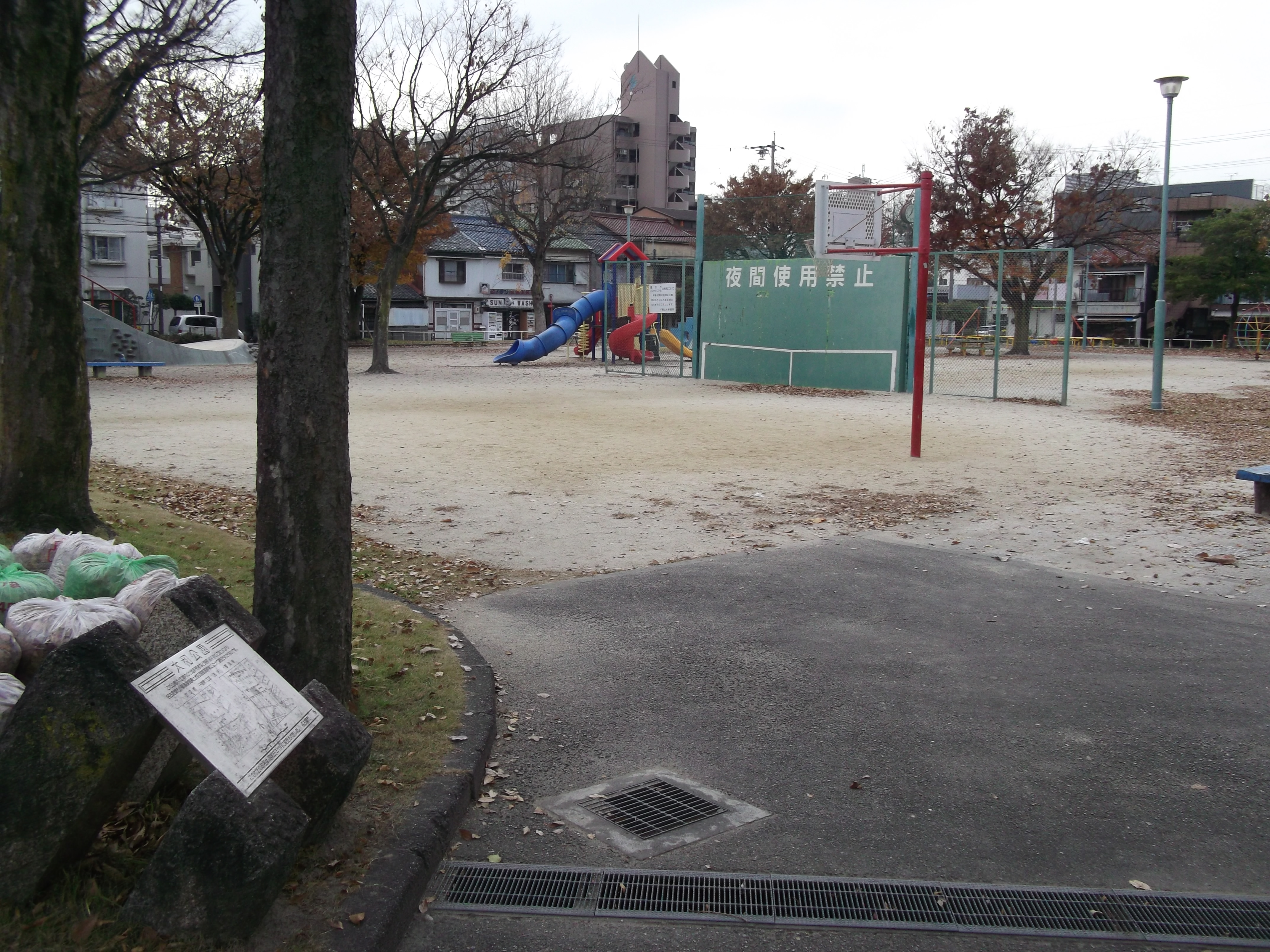
大和公園（2013年12月）
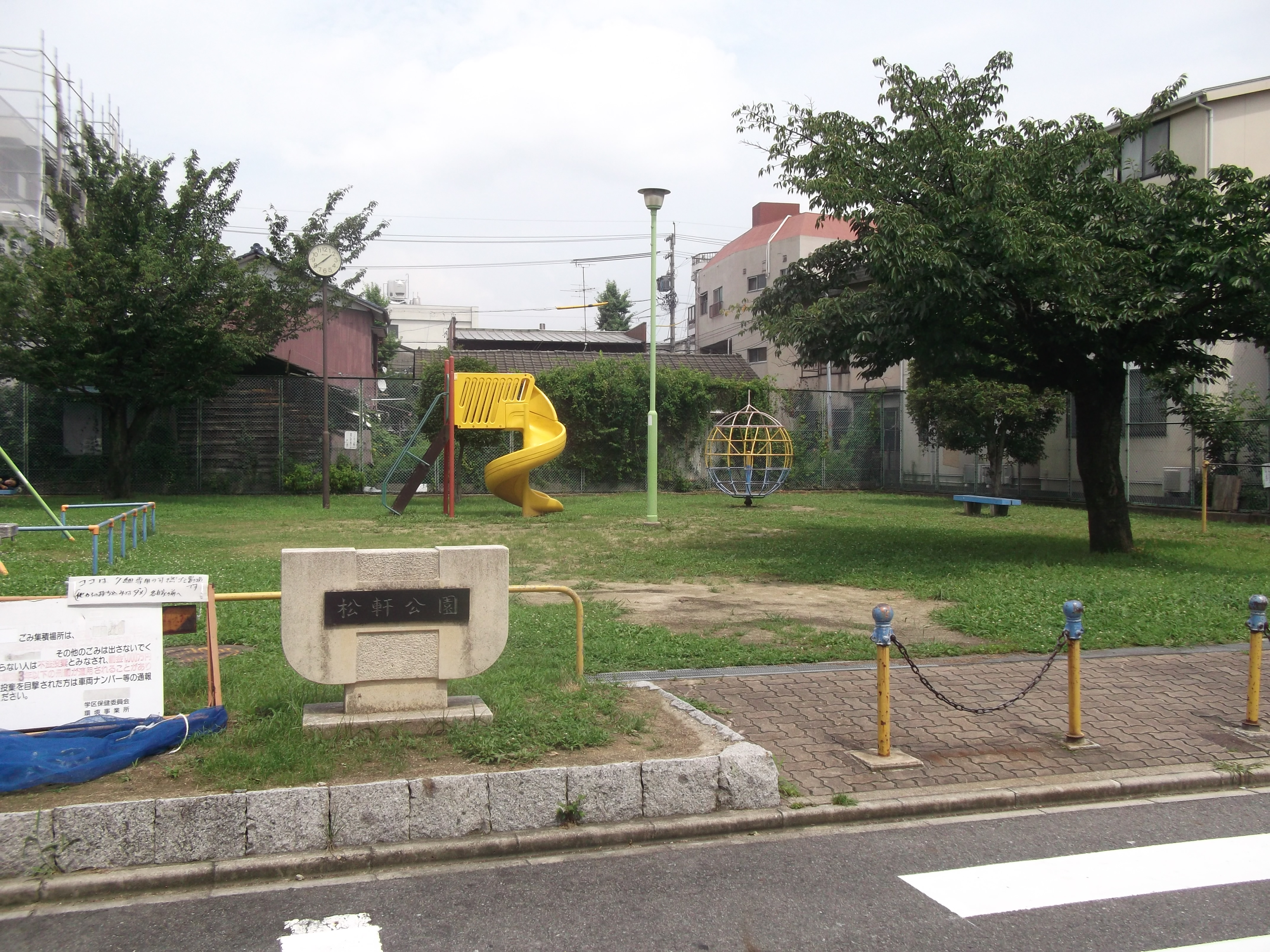
松軒公園（2014年7月）

## その他

### 日本郵便
- 郵便番号 : 464-0084[WEB 2]（集配局：千種郵便局[WEB 13]）。

### WEB
1. 1 2  “町・丁目(大字)別、年齢(10歳階級)別公簿人口(全市・区別)”.   名古屋市 (2019年1月23日). 2019年1月23日閲覧。
2. 1 2  “郵便番号”.  日本郵便. 2019年1月6日閲覧。
3. ↑  “市外局番の一覧”.   総務省. 2019年1月6日閲覧。
4. ↑  “千種区の町名一覧”.   名古屋市 (2015年10月21日). 2019年1月12日閲覧。
5. ↑  総務省統計局 (2014年3月28日). “平成7年国勢調査の調査結果(e-Stat) - 男女別人口及び世帯数 －町丁・字等” (CSV). 2019年4月27日閲覧。
6. ↑  総務省統計局 (2014年5月30日). “平成12年国勢調査の調査結果(e-Stat) - 男女別人口及び世帯数 －町丁・字等” (CSV). 2019年4月27日閲覧。
7. ↑  総務省統計局 (2014年6月27日). “平成17年国勢調査の調査結果(e-Stat) - 男女別人口及び世帯数 －町丁・字等” (CSV). 2019年4月27日閲覧。
8. ↑  総務省統計局 (2012年1月20日). “平成22年国勢調査の調査結果(e-Stat) - 男女別人口及び世帯数 －町丁・字等” (CSV). 2019年4月27日閲覧。
9. ↑  総務省統計局 (2017年1月27日). “平成27年国勢調査の調査結果(e-Stat) - 男女別人口及び世帯数 －町丁・字等” (CSV). 2019年4月27日閲覧。
10. ↑  “市立小・中学校の通学区域一覧”.   名古屋市 (2018年11月10日). 2019年1月14日閲覧。
11. ↑  “平成29年度以降の愛知県公立高等学校（全日制課程）入学者選抜における通学区域並びに群及びグループ分け案について”.   愛知県教育委員会 (2015年2月16日). 2019年1月14日閲覧。
12. 1 2  “都市公園の名称、位置及び区域並びに供用開始の期日” (2019年5月1日). 2019年11月3日閲覧。
13. ↑  郵便番号簿 平成29年度版 - 日本郵便. 2019年01月06日閲覧 (PDF)

### 書籍
1. 1 2 3 4 5  名古屋市計画局 1992, p. 727.
2. ↑  名古屋市計画局 1992, p. 105.
3. 1 2 3 4  名古屋市計画局 1992, p. 741.
4. ↑  名古屋市計画局 1992, p. 728.